# Robert Juričko
Robert Juričko (Spalato, 27 settembre 1959) è un ex calciatore jugoslavo, di ruolo difensore.

## Palmarès

### Club

#### Competizioni nazionali
- Campionato jugoslavo: 1

Hajduk Spalato: 1978-1979